# Wojciech Maziakowski
Wojciech Maziakowski (ur. 21 maja 1980 w Kamiennej Górze) – polski gitarzysta basowy, wieloletni członek zespołu Wolna Grupa Bukowina. Brał także udział w projektach Wojciecha Jarocińskiego (m.in. "Samozwańcza Akademia Dźwięku"). Muzyk zespołów: hałabuda, Do Góry Dnem, Fart i innych. Absolwent Wydziału Budownictwa Wodnego na Politechnice Wrocławskiej. Jest pracownikiem Hydroprojekt Wrocław. Ukończył średnią szkołę muzyczną w klasie kontrabasu.